# Диалект Оиты
Диалект Оиты (яп. 大分弁 о:ита-бэн) — один из диалектов японского языка, распространённый в префектуре Оита, на Кюсю. Диалект представляет собой диалектный континуум, к примеру, в районах Хита и Накацу используется особый лексикон, отличный от других частей Оиты.
На диалект Оиты повлияли диалекты Тюгоку, к примеру, в отличие от других диалектов Кюсю, в нём редко используется оканчивающая предложение частица -тай, соединительный суффикс -баттэн и субстантивная частица -то. С другой стороны, часто используются окончание -ття (усилительная) и частица -кэн (объяснительная).

## Грамматика

### Потенциальные формы глаголов
В диалекте Оиты имеется три разные формы потенциальных глаголов вместо одной. Пример: в литературном японском языке потенциальная форма глагола «есть, потреблять пищу» (яп. 食べる табэру) — «табэрарэру» (яп. 食べられる), «мочь есть». В оита-бэне вместо него используется три разных глагола:
1. «табэраруру» (яп. 食べらるる) — объективная потенциальная форма: «Я могу это съесть, оно же свежее» (яп. 新鮮だから、食べらるる синсэн да кара табэраруру). Отрицательная форма — табэрарэн (яп. 食べられん);
2. «табэрэру» (яп. 食べれる) — субъективная форма: «Хотя я очень переел, э́то я съесть могу» (яп. 凄く食べ過ぎたけれども、食べれる сугоку табэсугита кэдо, табэрэру). Отрицательная форма — табэрэн (яп. 食べれん);
3. «табэкиру» (яп. 食べきる) — потенциальная форма, означающая личную возможность: «Хотя остальные не любят это, я могу съесть» (яп. 皆さんはこれを好きではないけど、食べきる мина-сан ва корэ о суки дэ ва най кэдо, табэкиру). Отрицательная форма — табэкиран (яп. 食べきらん).

### «Ёру» и «тёру»
В общем случае «-ёру» означает продление действия, а «-тёру» — окончание, продолжение или результат состояния. Эти суффиксы характерны для западных диалектов японского; «ёру» может меняться на «ён», а «тёру» — на «тён».
1. Дождь идёт уже некоторое время (и сейчас) (яп. さっきから雨が降りよるなあ сакки кара амэ га фуриёру наа);
2. Я не знал, что шёл дождь (яп. イツンまにか雨が降っちょる ицун ма ни амэ га футтёру наа).

### Частицы
1. -ття присоединяется к словам для выделения; в целом идентично окончанию «-ттэ».

Нет! Я этого не делал! (яп. 違うっちゃ！俺はやっとらんっちゃ тигау-ття! орэ ва ятторан-ття!).
1. -тти — эквивалент литературного «ттэ», выделает прямую речь; используется также в Китакюсю и Курумэ.

Я слышал, что они поженились (яп. あの二人結婚したっち ано футари кэккон сита тти).
1. -ни — аналогично литературным восклицательным частицам.

Я пока не сделала домашнюю работу (яп. まだ宿題してないんだよ мада сюкудай ситэ найн да ё).
1. -кэн = -кара (дакэн = дакара).
2. -каэ = -кай, но в речи молодёжи почти не встречается.

Если воспользуешься [чем-либо], почисти [после себя] (яп. 使ったらちゃんと治さんかえ цукаттара тянто наосан каэ).

### Глаголы
В оита-бэне сохраняется неправильное склонение глаголов, кончающихся на -ну, например, «умирать» (яп. 死ぬ сину) и «проходить» (о времени, диалектный глагол) (яп. 往ぬ ину).
| Основная форма | Диалект               | Склонение | Склонение  | Склонение     | Склонение     | Склонение     | Склонение              |
| Основная форма | Диалект               | Имперфект | Длительная | Предикативная | Аттрибутивная | Вероятная     | Повелительная          |
| -------------- | --------------------- | --------- | ---------- | ------------- | ------------- | ------------- | ---------------------- |
| Сину, ину      | Литературный японский | сина, ина | сини, ини  | сину, ину     | сину, ину     | синэ, инэ     | синэ, инэ              |
| Сину, ину      | Оита-бэн              | сина, ина | сини, ини  | синуру, инуру | синуру, инуру | синура, инура | синэ, инэ; синиё, иниё |
| Сину, ину      | Старояпонский         | сина, ина | сини, ини  | сину, ину     | синуру, инуру | синурэ, инурэ | синэ, инэ              |

Склонение глаголов верхнего и нижнего двойного ряда старояпонского языка не отпало в диалекте Оиты, однако предикативная форма совпадает с атрибутивной. Нижеприведённая таблица содержит склонение глаголов «видеться» (яп. 見える миэру), «мию» (яп. 見ゆ, старояп.), окончаний -рэру (яп. れる) и ру (яп. る).
| Основная форма | Диалект               | Склонение | Склонение  | Склонение     | Склонение     | Склонение | Склонение     |
| Основная форма | Диалект               | Имперфект | Длительная | Предикативная | Аттрибутивная | Вероятная | Повелительная |
| -------------- | --------------------- | --------- | ---------- | ------------- | ------------- | --------- | ------------- |
| Миэру          | литературный японский | -э        | -э         | -эру          | -эру          | -эрэ      | -эро, -эё     |
| Миэру          | оита-бэн              | -э        | -э         | -юру          | -юру          | -юрэ      | -эро, -эё     |
| Мию            | старояпонский         | -э        | -э         | -ю            | -юру          | -юрэ      | -эё           |
| Рэру           | литературный японский | рэ        | рэ         | рэру          | рэру          | рэрэ      | рэро, рэё     |
| Рэру           | оита-бэн              | рэ        | рэ         | руру          | руру          | рурэ      | рэро, рэё     |
| Ру             | старояпонский         | рэ        | рэ         | ру            | руру          | рурэ      | рэё           |

- Склонение верхнего и нижнего моноряда (яп. 上／下一段 ками/симо итидан) старояпонского смешалось со склонением литературного японского. В таблице ниже это показано на примере склонения глагола «смотреть» (яп. 見る миру).

| Основная форма | Диалект               | Склонение | Склонение  | Склонение     | Склонение     | Склонение | Склонение     |
| Основная форма | Диалект               | Имперфект | Длительная | Предикативная | Аттрибутивная | Вероятная | Повелительная |
| -------------- | --------------------- | --------- | ---------- | ------------- | ------------- | --------- | ------------- |
| Миру           | литературный японский | ми        | ми         | миру          | миру          | мирэ      | мирэ, миё     |
| Миру           | диалект Оиты          | мира      | ми         | миру          | миру          | мира      | мирэ, миё     |

#### Прилагательные
В оита-бэне у прилагательных меняется форма в зависимости от того, какой гласный предваряет «-и».
1. а + и → э: («острый» (яп. 辛い карай) → карээ);
2. у + и → и: («светлый» (яп. 明るい акаруй) → акари:);
3. о + и → и: или э: («чёрный» (яп. 黒い курой) → кури: или курэ:)

## Звуковой состав
В отличие от литературного японского, в оита-бэне нет велярного носового согласного.
Многие звуки сливаются в быстрой речи:
тоси о тоттэ → тосю тотти;
нани о иттэ иру но → нан ииён но каэ
микан ва → миканна

### Интонация
Слова в оита-бэне часто имеют отличный от токийского интонационный рисунок. Степень отличия от Токио возрастает при движении от Хиты вглубь; кроме того, в Кумамото и Миядзаки музыкального ударения нет вовсе.

### Изменения в произношении
- дза, дзо → да, до — тряпка для пыли (яп. 雑巾 дзо:кин) → до:кин;
- но: → нё — «вчера» (яп. 昨日 кино:) → кинё;
- нна  → гэна — «такой» (яп. そんな сонна) → согэна, «так или иначе» (яп. どうにもこうにも до:нимо ко:нимо) → догэн когэн;
- в быстрой речи нна → йна;
- цу → ту — «скучный» (яп. 詰らん цумаран) → тумаран (распространено в северных районах).